# Rudolf Fleck (Emailkünstler)
Rudolf Fleck (* 18. Juli 1924 in Grombach; † 24. März 1999 in Schaan) war ein deutscher Kunsthandwerker und Emailkünstler.

## Leben
Er war der Sohn eines Landwirts. 1948 zog er von seinem Heimatort Grombach nach Stuttgart-Vaihingen. Im selben Jahr heiratete er Annemarie Fries aus Kirchardt. Der Ehe entstammten sechs Kinder.
Künstlerisch war Fleck ein Autodidakt. Er war ursprünglich Kunsthandwerker und hat Silberschmuck hergestellt. Dabei kam er in Kontakt mit Email, das er anfangs noch in den Silberschmuck mit einbezog. Im Lauf der Jahre entwickelte er eine Pyrographik genannte Technik, mit der er Email-Mosaiken und Emailmalereien gestaltete. Seine ersten Ausstellungen hatte er in den Jahren 1968/69 innerhalb der Künstlergilde Donaueschingen. Seit 1977 waren seine Emailarbeiten mit sakralen und profanen Inhalten im Rahmen von Einzelausstellungen in Deutschland, Österreich, der Schweiz, Liechtenstein und Spanien zu sehen. Später kombinierte er die Pyrographiken noch mit Edelsteinen und Edelmetallen und schuf damit dreidimensionale Mandalas. 1983 wurde Rudolf Fleck vom Europäischen Kulturkreis Baden-Baden anlässlich einer Ausstellung mit der Euro-Medaille in Gold ausgezeichnet.
Rudolf Fleck lebte und arbeitete seit 1976 in Schaan (Liechtenstein) und Montemar/Costa Blanca, Spanien.

## Einzelausstellungen
- 1977 Galerie Ann, Schaan/FL
- 1978 Kleine Galerie, Lindau
- 1979 Städtli Werdenberg, Buchs / CH
- 1980 Pfarrkirche Tosters / A
- 1982 Pfrundhaus Eschen / FL
- 1983 Kleiner Prinz, Baden-Baden
- 1984 Trubahus Galerie, Azmoos / CH
- 1986 Galerie Altesse, Nendeln / FL
- 1988 Galerie Zech, Vaduz / FL
- 1989 Galerie Altesse, Nendeln / FL
- 1991 Haus Stein Egerta, Schaan / FL